# Warszawska Szkoła Filmowa
Warszawska Szkoła Filmowa – niepubliczna wyższa szkoła filmowa założona w 2004 w Warszawie przez Fundację Edukacji i Sztuki Filmowej Macieja Ślesickiego i Bogusława Lindy „Laterna Magica”. Stanowi kompleks szkół filmowych z własnym kinem Elektronik.
Od roku akademickiego 2011/2012 ma uprawnienia szkoły wyższej. W październiku 2013 otworzyła studia licencjackie na kierunku Tworzenie Gier Wideo, a od roku akademickiego 2015/2016 uczelnia uruchomiła anglojęzyczne studia międzynarodowe.
W 2015 otrzymała nominację do Oscara za etiudę „Nasza Klątwa” w reżyserii Tomasza Śliwińskiego. W 2022 roku szkoła została  uhonorowana Nagrodą Polskiego Instytutu Sztuki Filmowej w kategorii „Animacja kultury filmowej”
Przy Warszawskiej Szkole Filmowej działają:
- od 2013 – Liceum Filmowe[6][7]
- od 2014 – Filmowe Studium Policealne[7]
- od 2015 do 2018 – Gimnazjum Filmowe
- od 2015 – Mazowieckie Centrum Kultury Medialnej – Kino Elektronik[7]
- od 2016 – Liceum Filmowe i Kreacji Gier Video[7]

Władze uczelni:
- dr hab. Andrzej Ramlau, rektor od lutego 2024[8]
- dr Maciej Ślesicki, kanclerz[9]

## Kino Elektronik
Kino Elektronik jest częścią Mazowieckiego Centrum Kultury Medialnej. W ramach Centrum funkcjonuje: kino z dwiema salami projekcyjnymi (410 i 26 miejsc), multimedialna przestrzeń wystawiennicza oraz Warszawska Szkoła Filmowa z pełnym zapleczem filmowym. To miejsce, gdzie odbywają się premiery i  pokazy filmów, spektakli, kabaretów i spotkań z filmowcami. Sala kinowa z referencyjnym dźwiękiem pozwala na prezentacje filmów i etiud studenckich.

## Działalność
Od maja 2010 roku Szkoła mieści się w wolnostojącym budynku o powierzchni 2600 m², który znajduje się na warszawskim Żoliborzu, tuż przy stacji metra Dworzec Gdański. Warszawska Szkoła Filmowa jest organizatorem lub współorganizatorem wielu wydarzeń kulturalnych w Polsce.  Do najważniejszych imprez cyklicznych należą: ScriptFiesta – Festiwal dla scenarzystów, Kameralne Lato, Europejski Festiwal Młodego Kina i Festiwal Polskich Filmów Niezależnych, Festiwal Filmoteki Szkolnej, Ogólnopolska Olimpiada Wiedzy o Filmie i Komunikacji Społecznej, Od 2009 roku WSF organizuje dla Polskiego Instytutu Sztuki Filmowej autorski projekt Akademii Filmoteki Szkolnej, skierowany głównie do nauczycieli intensywny program edukacyjny dotyczący wiedzy o filmie.

## Wykładowcy
W Warszawskiej Szkole Filmowej wykładają m.in. Bogusław Linda, dr Maciej Ślesicki, dr hab. Andrzej Ramlau, Andrzej Wolf, Barbara Pawłowska, Katarzyna Bałdyga , Konrad Belina Brzozowski,   Magdalena Łazarkiewicz, Jacek Bończyk, Radosław Piwowarski, Marta Fijak, Jakub Bukała, prof. Andrzej Jaroszewicz,  dr Robert Wichrowski, Barbara Fronc, Lech Moliński, Malwina Czajka, Anna Dobies, Konrad Bloch, dr Mikołaj Jaroszewicz, Piotr Gorszczyński, dr Katarzyna Taras, Tadeusz Łysiak, Marek Brodzki, Lidia Popiel, Mateusz Pastewka, Mateusz Motyka, Artur Dębkowski, Piotr Mańkowski, Natalia Grzegorzek.,  Agnieszka Jastrzębska, Wojciech Saramonowicz, Robert Ogłodziński, Vladyslav Deva, Wojciech Jagiełło, Filip Hillesland, Jarek Kupść, Krzysztof Owczarek, Mateusz Pacewicz Jacek Pająk,  Maria Piątkowska, Łukasz Suchocki, Tomasz Śliwiński , Konrad Wantrych, Anna Wolska, Artur Zaborski, Piotr Zelt, Michał Dominowski, Filip Ślesicki, Natasza Parzymies, Michał Rudziński, Marta Kosiorek, Magdalena Kizinkiewicz, Mateusz Kalinowski, Kamila Dulska-Maksara, Jędrzej Gorski, Maciej Miąsik, Żaneta Pawlak, Barbara Pawłowska, Stanisław Krzemiński, Aleksander Pietrzak, i inni.

## Rodzaje ścieżek kształcenia
Warszawska Szkoła Filmowa – uczelnia wyższa, która prowadzi następujące formy kształcenia:
- Reżyseria filmowa
- Realizacja obrazu filmowego
- Aktorstwo nowych mediów

- Tworzenie gier wideo
- Montaż filmowy
- Organizacja produkcji filmowej Shooting schedule for the movie ‘The Land"

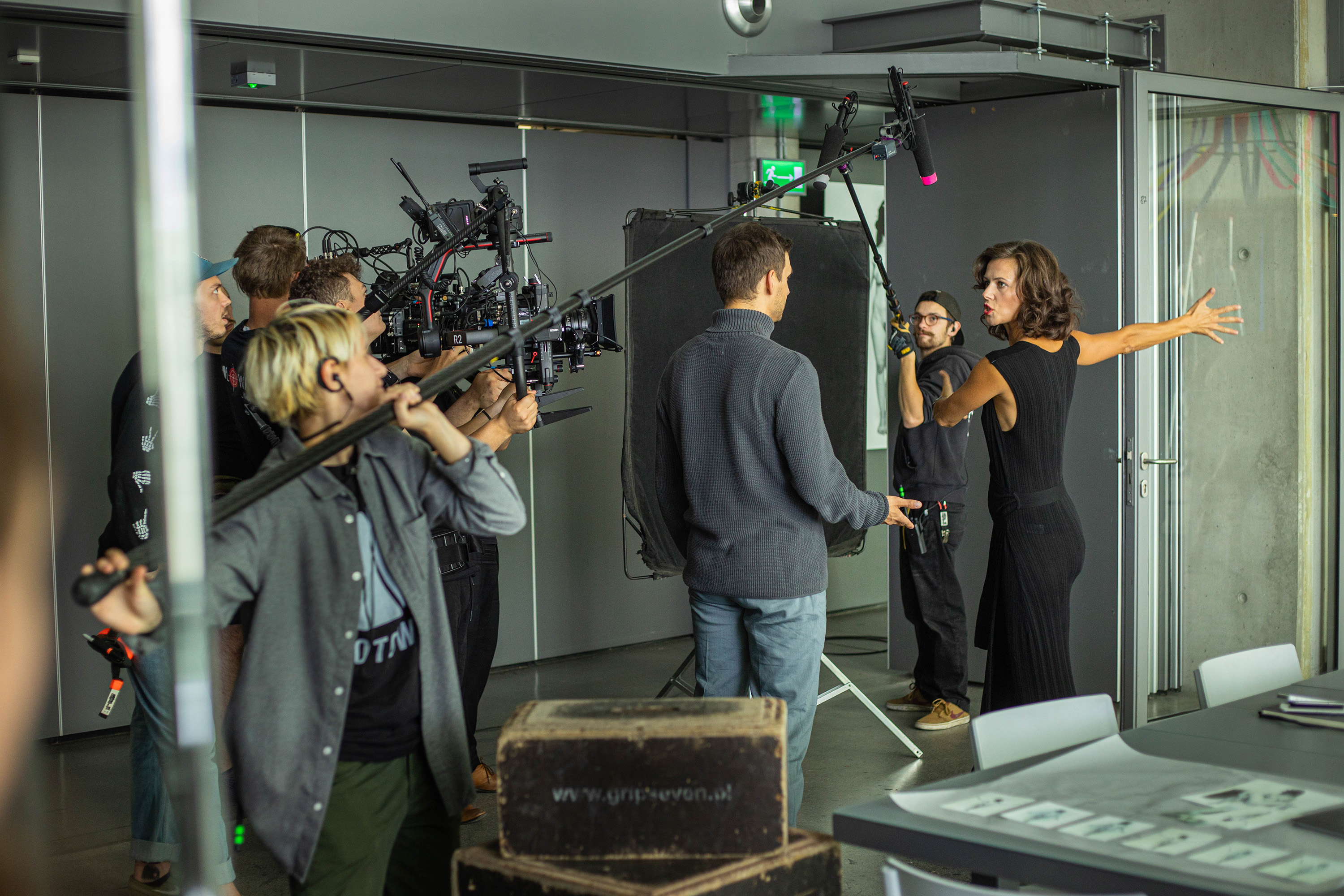
Shooting schedule for the movie ‘The Land"

- Kreacja dźwięku: film, TV, gry wideo[53]
- Filmoznawstwo praktyczne
- Fotografia

Międzynarodowe studia licencjackie w języku angielskim:
- Film Directing
- Cinematography & Post-Production

Studia podyplomowe:
- Reżyseria filmowa[54] The production team on the set of ‘People’

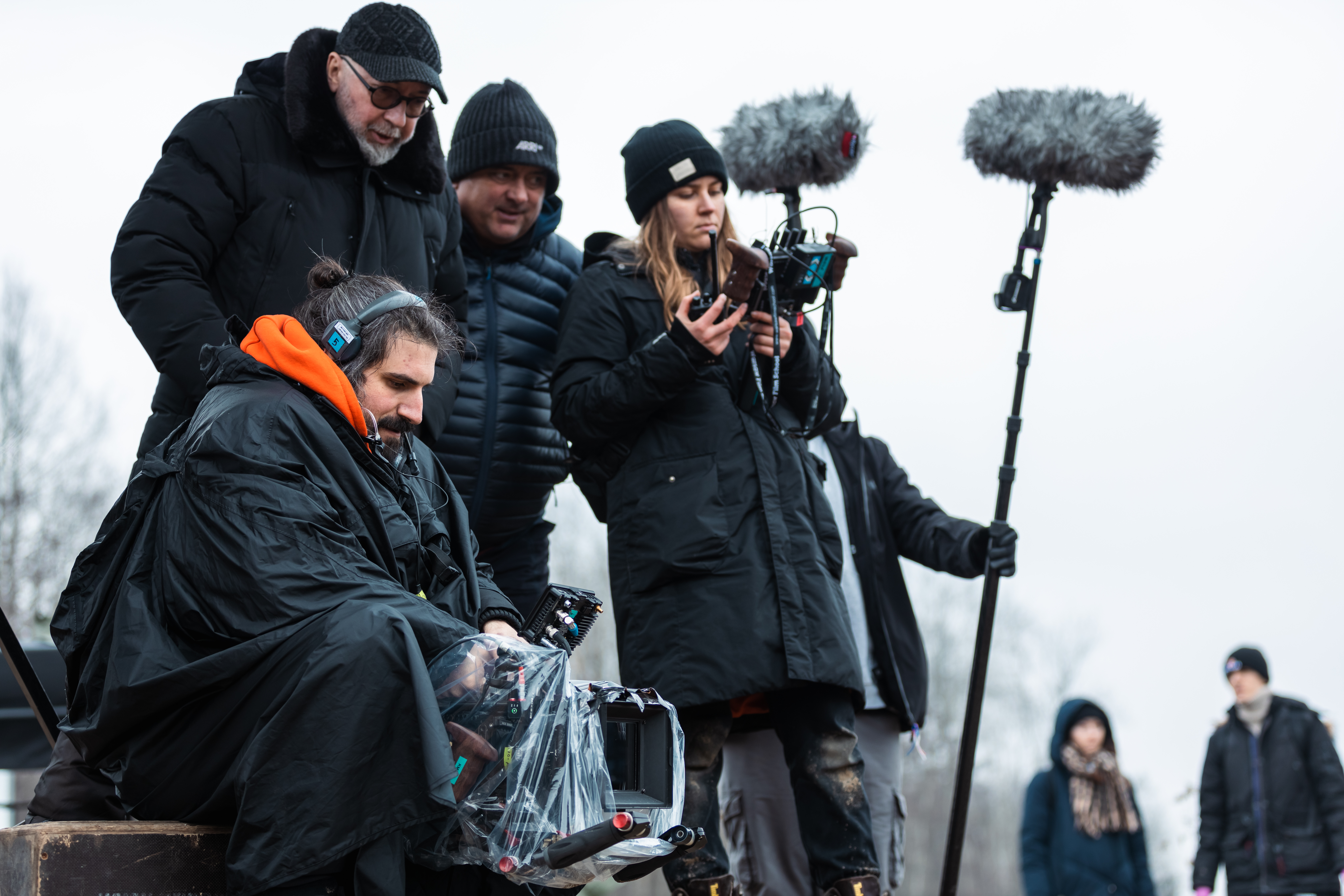
The production team on the set of ‘People’

Liceum Filmowe i Kreacji Gier Video – Liceum ogólnokształcące, założone w 2014 roku, w którym uczniowie mogą wybrać:
- klasy aktorsko-filmowe
- tworzenia gier video

Szkoły policealne – Prowadzą następujące formy kształcenia:
- Studium wokalno-aktorskie
- Szkoła zawodów filmowych

Kursy filmowe:
- Kurs montażu
- Kurs reżysersko-operatorski

## Produkcja
Szkoła produkuje ponad 200 etiud studenckich rocznie, od 2021 także filmy fabularne. Przykładem jest kRAJ, który trafił do światowej dystrybucji na platformie Netflix. W 2023 roku szkoła była producentem filmu  Ludzie w reżyserii Macieja Ślesickiego i Filipa Hilleslanda. Film ten  zakwalifikował się do konkursu głównego FPFF Gdynia 2024.  Z kolei uczniowie Liceum ze specjalności Kreacja Gier Video wygrali Copernicus Game Jam organizowany przez Centrum Rozwoju Przemysłów Kreatywnych.

## Przykładowe nagrody i wyróżnienia
| Rok  | Tytuł                              | Konkurs                                                               | Rodzaj wyróżnienia                                                 | Kategoria                                | Reżyseria           | Produkcja                                              |
| ---- | ---------------------------------- | --------------------------------------------------------------------- | ------------------------------------------------------------------ | ---------------------------------------- | ------------------- | ------------------------------------------------------ |
| 2024 | Blue Hour                          | Blaue Blume                                                           | kategoria: Najlepszy film polski; pierwsze miejsce                 | Film Krótkometrażowy                     | Stacey Rushchak     | Warszawska Szkoła Filmowa                              |
| 2024 | Moje stare                         | Queer Film Festival Hannover, NIemcy                                  | kategoria: nagroda publiczności                                    | Film Krótkometrażowy                     | Natasza Parzymies   | Warszawska Szkoła Filmowa                              |
| 2024 | Brat                               | Kosice International Film Festival, Słowacja                          | Grand Prix: Short Documentary                                      | Film dokumentalny                        | Jan Gębski          | Warszawska Szkoła Filmowa                              |
| 2023 | Brat                               | XXIX Ogólnopolski Niezależny Festiwal Form Dokumentalnych NURT 2023   | Wyróżnienie Komisji Artystycznej Festiwalu                         | Film dokumentalny                        | Jan Gębski          | Warszawska Szkoła Filmowa                              |
| 2023 | Ballada Kyczejewska                | Międzynarodowy Festiwal Filmowy Kick_Off                              | Zdobywca nagrody głównej                                           | Film Krótkometrażowy                     | Krzysztof Kamiński  | Warszawska Szkoła Filmowa                              |
| 2023 | Do raju                            | Demakijaż – Festiwal Kina Kobiet; konkurs: Let's Start the Revolution | Najlepszy Krótkometrażowy Film Fabularny                           | Film Krótkometrażowy                     | Marta Szymanek      | Warszawska Szkoła Filmowa                              |
| 2023 | Do raju                            | HollyShorts Film Festival w Los Angeles                               | Best Student Film                                                  | Film Krótkometrażowy                     | Marta Szymanek      | Warszawska Szkoła Filmowa                              |
| 2022 | Best Month Ever!                   | Pixel Awards Europe 2022                                              | zdobywca nagrody za Best Story                                     | Best Story                               |                     | Warsaw Film School Video Game & Film Production Studio |
| 2020 | Sukienka                           | EnergaCAMERIMAGE                                                      | Brązowa Kijanka                                                    | Konkurs Etiud Studenckich                | Tadeusz Łysiak      | Warszawska Szkoła Filmowa                              |
| 2022 | Sukienka                           |                                                                       | nominacja do Oscara                                                | Najlepszy Krótkometrażowy Film Fabularny | Tadeusz Łysiak      | Warszawska Szkoła Filmowa                              |
| 2018 | Wieczne cienie                     | International East Sarajevo Film Festival                             | Grand Prix                                                         | Film Krótkometrażowy                     | Marek Leszczewski   | Warszawska Szkoła Filmowa                              |
| 2016 | Pierwsze                           | Los Angeles - Festiwal Filmów Polskich                                | Nagroda im. Adama Bratchera za debiut w dziedzinie muzyki filmowej |                                          | Tomasz Ślesicki     | Warszawska Szkoła Filmowa                              |
| 2015 | Nasza Klątwa                       |                                                                       | nominacja do Oscara                                                | Najlepszy Dokument Krótkometrażowy       | Tomasz Śliwiński    | Warszawska Szkoła Filmowa                              |
| 2014 | Mocna kawa wcale nie jest taka zła | Łagów - Lubuskie Lato Filmowe                                         | Złote Grono                                                        | Konkurs Krótkich Filmów Fabularnych      | Aleksander Pietrzak | Warszawska Szkoła Filmowa                              |
| 2007 | Galerianki                         | Festiwal Polskich Filmów Fabularnych                                  | Nagroda Specjalna Jury                                             | Młode Kino Polskie                       | Katarzyna Rosłaniec | Warszawska Szkoła Filmowa                              |

## Projekty

### Script Fiesta
Script Fiesta to kilkudniowy, specjalistyczny projekt edukacyjno-kulturalny będący połączeniem formuły szkoleń, paneli dyskusyjnych, spotkań i warsztatów poświęconych sztuce scenariopisarskiej. Festiwal oferuje warsztaty, wykłady, panele dyskusyjne oraz spotkania z mistrzami kina, skierowane zarówno do początkujących, jak i doświadczonych scenarzystów.
Podczas Script Fiesty odbywają się dwa konkursy scenariuszowe: na  koncepcję serialu oraz na najlepszy scenariusz polskiego filmu fabularnego, którego premiera miała miejsce w minionym roku.  
Pierwsza edycja festiwalu Script Fiesta odbyła się w maju 2012 r. W 2024 roku zorganizowano 12 edycję wydarzenia. 13. edycja festiwalu, odbędzie się w marcu 2025 roku. W kapitule nagród zasiadają przedstawiciele polskiej kultury (Olga Tokarczuk, Jerzy Skolimowski, Agnieszka Holland, Szczepan Twardoch i in.)